# Khmélevo (Vladímir)
|  | Per a altres significats, vegeu «Khmélevo». |

Khmélevo (en rus: Хмелево) és un poble de l'óblast de Vladímir, a Rússia, segons el cens del 2010 tenia 67 habitants. Pertany al districte de Kirjatx.